# Joie de Vivre (banda)
Joie de Vivre es una banda emo estadounidense proveniente de Rockford, Illinois que existió entre el 2007 y el 2011, uno de los precursores del famoso resugimiento emo "Midwest Emo Revival" (junto con Empire! Empire!, Castevet, Football, Etc.). Su música es lenta, armoniosa y melódica, pues destacan como influencia las bandas emo de los 90 Mineral y American Football. Su primer lanzamiento fue un EP titulado "Summer Months" en el 2009 y en el 2010 lanzaron su único álbum titulado "The North End", lo cual que se asemeja más al sonido de Mineral y American Football. Tras un breve periodo de actividad, en mayo de 2011, la banda decide separarse por razones de agotamiento y de descanso.

## Discografía
- "Summer Months" EP[2] (2009)
- "The North End" LP[3] (2010)
- "2010 Tour E.P" EP[4] (2010)
- "Acoustic E.P" EP[5] (2010)
- "The Final Show" (en vivo)[6] (2011)